# Gare de Leffrinckoucke
La gare de Leffrinckoucke est une gare ferroviaire française (fermée) de la ligne de Dunkerque-Locale à Bray-Dunes, située sur les territoires des communes de Leffrinckoucke et de Dunkerque (quartier de Rosendaël), dans le département du Nord, en région Hauts-de-France.
Située sur une section de ligne non exploitée, la gare n'est plus active en tant que telle, elle est aujourd'hui un bâtiment communautaire de loisirs exploité par la mairie.

## Situation ferroviaire
Établie à 6 mètres d'altitude, la gare de Leffrinckoucke est située au point kilométrique (PK) 310,751 de la ligne de Dunkerque-Locale à Bray-Dunes entre les gares de Rosendaël et de la halte de l'hôpital-maritime-de-Zuydcoote.

## Histoire
Leffrinckoucke était reliée à la Gare de Dunkerque et à celle de La Panne (en Belgique) par une voie ferrée unique d'environ 17 kilomètres de long. Il n'y a plus de trafic voyageurs depuis 1992. Seul subsistait un trafic fret jusqu'à l'usine des dunes jusqu'en 2002.

## Patrimoine ferroviaire

La gare en 2017
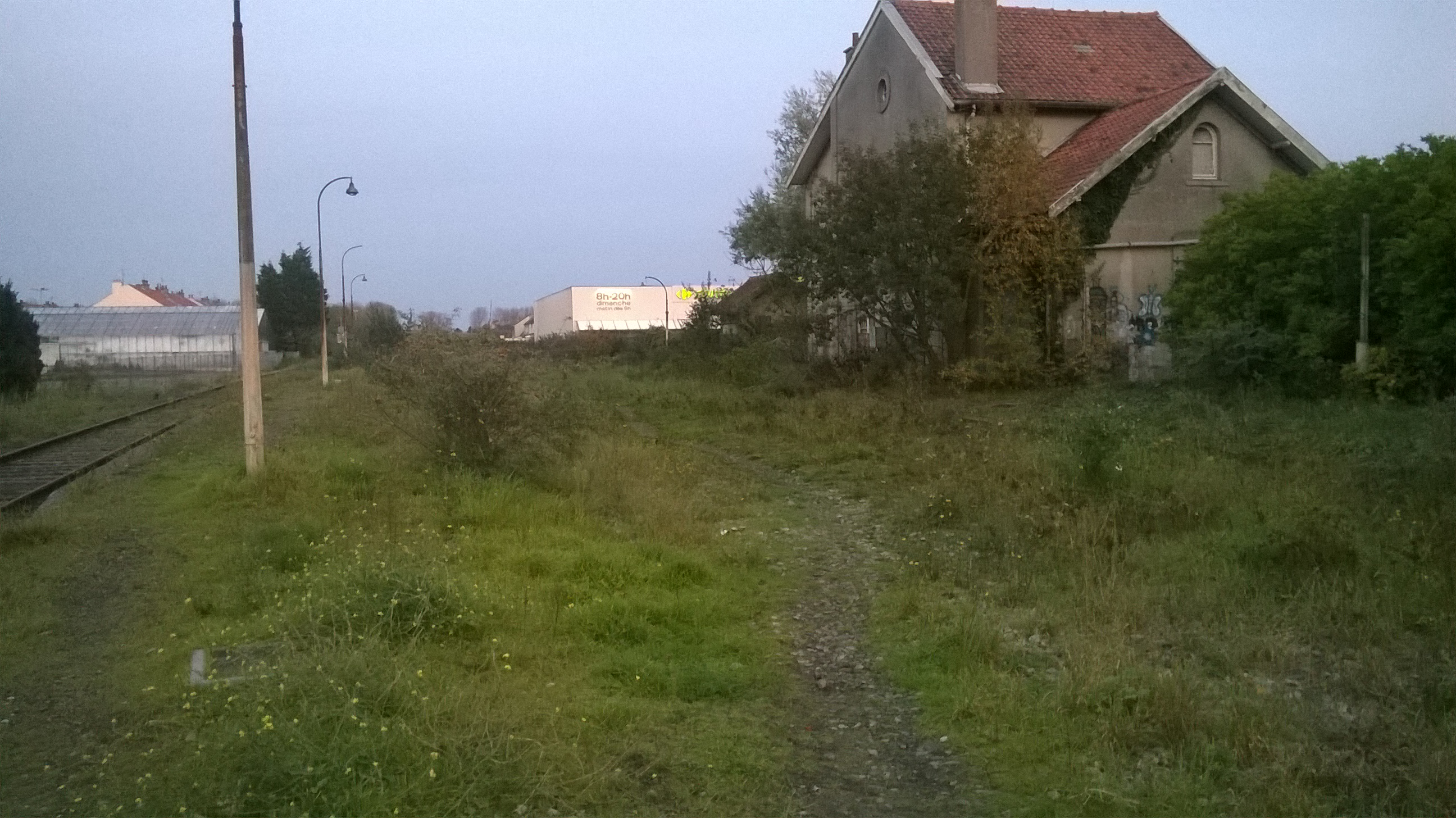

L'ancienne gare, fermée et abandonnée est toujours présente à côté de l'ancienne voie. Des travaux pour créer une voie verte ont dû retirer deux voies pour pouvoir laisser passer les vélos. L'ancien bâtiment voyageur a été démoli en 2019. Un nouveau bâtiment ayant la même architecture que l'ancien a été construit sur le site et accueille désormais l'office de tourisme de la commune,.

Anciennes installations
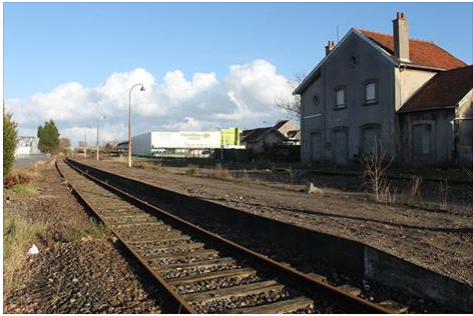
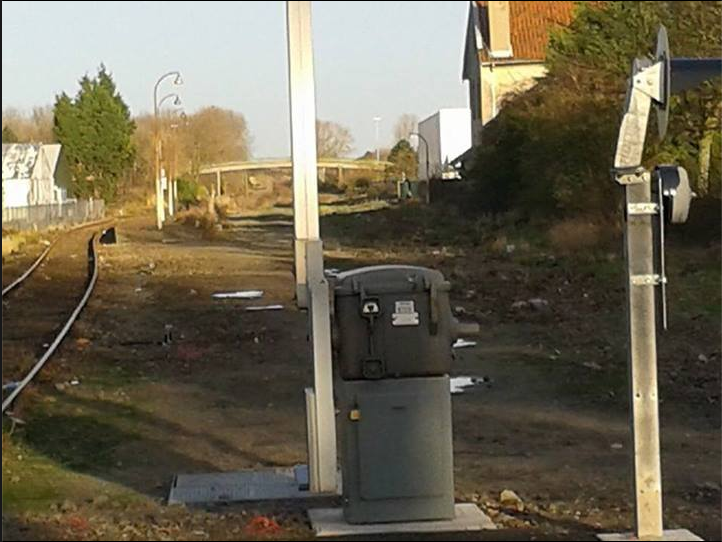